# Universidad Católica Boliviana San Pablo

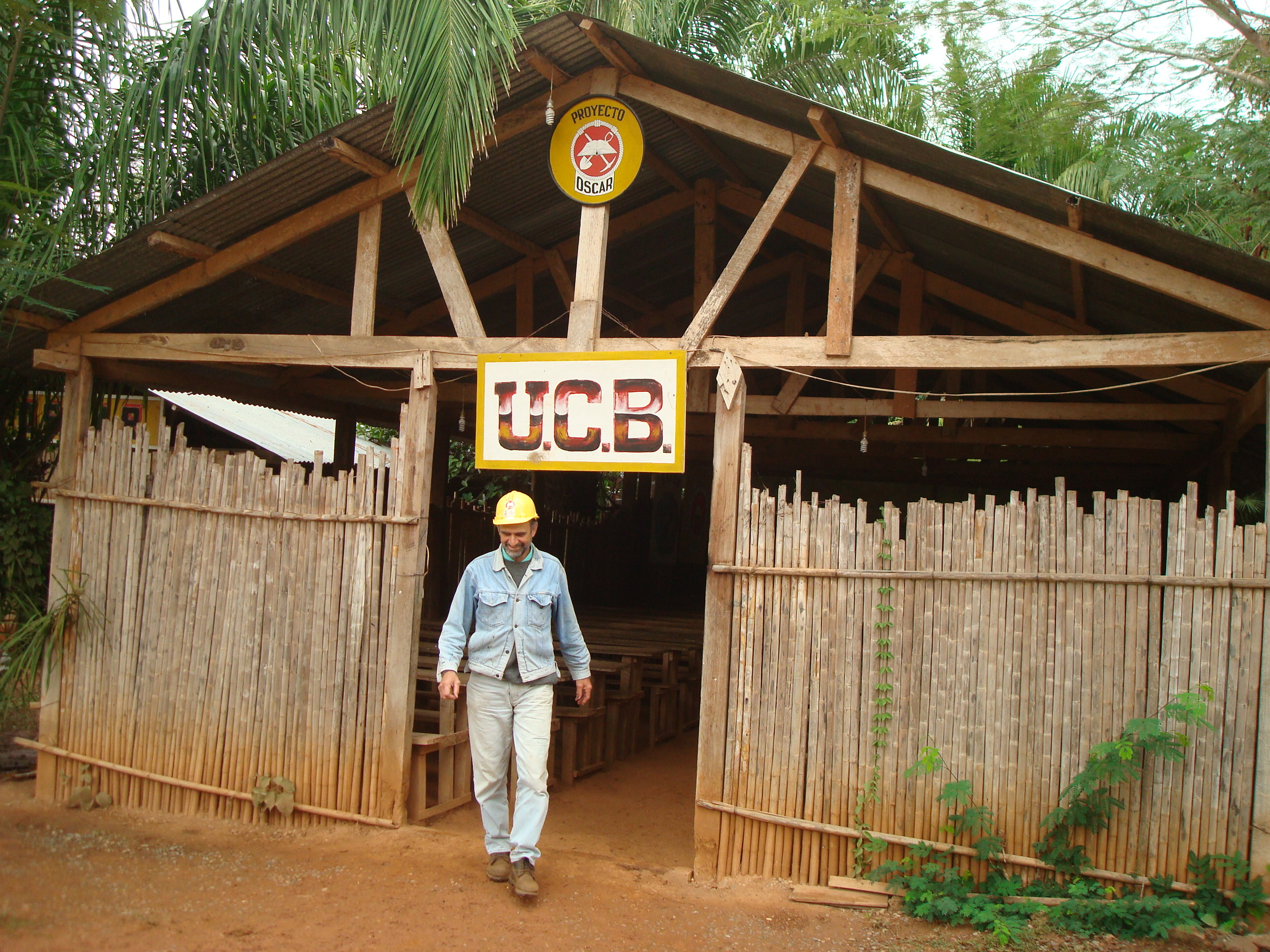
Urwald-Hörsaal der Universität; im Vordergrund ein ehemaliger Direktor

Die Universidad Católica Boliviana “San Pablo” (UCB) ist eine katholische Privatuniversität in Bolivien.

## Geschichte
Die UCB wurde 1966 durch die die bolivianische Bischofskonferenz gegründet. Sie bietet Studiengänge aus den Gebieten der Geistes-, Rechts-, Wirtschafts- und Ingenieurwissenschaften an. Der Hauptsitz befindet sich in La Paz, Niederlassungen sind in Cochabamba, Santa Cruz de la Sierra und Tarija. Es gibt auch eine kleine Niederlassung bei Campamento in den bolivianischen Yungas, wo in katholischer Theologie und einigen geisteswissenschaftlichen Fächern Teile des Grundstudiums absolviert werden können. Geleitet wird die Niederlassung derzeit von Franziskanern. Durch eine Sondervereinbarung mit dem bolivianischen Verteidigungsministerium können Studenten dort während der Semesterferien ihren Wehrdienst ableisten.

## Fakultäten
- Fakultät für katholische Theologie
- Fakultät für Wirtschafts- und Finanzwissenschaften
  - Betriebswirtschaft (Business Administration)
  - Volkswirtschaft (Ökonomie)
  - Tourismuswissenschaften
  - Verwaltungswirtschaften und Rechnungswesen
  - Wirtschaftsingenieurwesen

- Fakultät für Wissenschaft und Technik 
  - Architektur und Bauingenieurwesen
  - Industriedesign
  - Management
  - Telekommunikationswissenschaften
  - Umweltingenieurwissenschaften